# Lucius Coelius Antipater
Lucius Coelius Antipater (2. století př. n. l.) byl římský historik a spisovatel
Antipater napsal 7 knih o 2. punské válce - ve svých dílech se snažil přihlížet i ke slohové stránce. Historická fakta se pokoušel hodnotit kriticky. Je považován za zakladatele římské historické monografie. Z jeho díla se zachovaly pouze zlomky.